# Wolfgang Mueller (Schriftsteller)
Wolfgang Mueller (geboren 13. März 1967 in Bensberg) ist ein deutscher Schriftsteller, Filmproduzent und Jurist. Viele seiner Romane und Erzählungen veröffentlichte er unter dem Pseudonym Oscar Heym.

## Leben
Wolfgang Mueller studierte von 1987 bis 1992 Jura in Gießen, Hamburg, Madrid, Mexiko-Stadt sowie Bonn. Nach dem zweiten Staatsexamen ist er seit 1995 als Rechtsanwalt zugelassen. 2000 promovierte er mit einer Arbeit über die Rechte der indigenen Ureinwohner Mexikos zum Dr. Jur.
Von 1993 bis 1995 war er Rechtsreferendar in Köln und war danach zunächst in Köln, ab 1999 in Berlin als Jurist auf dem Gebiet des Medienrechts tätig.
1998 veröffentlichte er unter dem Pseudonym Oscar Heym seinen Debütroman Kurkonzert. Bis 2016 veröffentlichte er unter diesem Namen weitere Werke.
2007 gründete Mueller gemeinsam mit dem US-Schweizer Produzenten Benito Mueller in Los Angeles und der Zürcher Filmverleiherin Monika Weibel die Firma Barry Films. Er war zudem von 2006 bis 2010 Aufsichtsratsmitglied der Senator Entertainment AG. Mit Barry Films hat er seitdem diverse internationale Spielfilme produziert. Seit 2014 arbeiten er und Benito Mueller auch an der Entwicklung und Produktion von internationalen Fernsehserien. Seit 2015 ist er Mitglied der Producers Guild of America.
2016 erschien sein Roman Der Freund von früher, erstmals unter seinem Namen Wolfgang Mueller. Darin trägt der Protagonist den Namen Oscar Heym. 2021 veröffentlichte er den Roman Das Weiße Haus.
2022 war er Mitgründer des PEN Berlin.
Mueller lebt in Berlin.

## Werke

### Unter dem Pseudonym Oscar Heym
- 1998: Kurkonzert, Roman, DuMont Verlag, Köln
- 2000: Die Lottokiller/Das Handmassaker, Comic, Edition Mariannenpresse, Berlin[5]
- 2002: Die Trennung, Erzählungen, ndl, Berlin
- 2004: Der Flugkörper, Hörspiel, Deutschlandradio
- 2005: Dieses Jahr, Erzählung, in: Unterwegs, hrsg. v. S. Schleyer, Schwartzkopf Verlag
- 2008: Dr. Mosen und seine Forschungen am Muli, Erzählung, in: Ich, das Tier, Reimer Verlag
- 2011: Die Reserven, Roman, 720Grad Verlag.[6]

### Als Wolfgang Mueller
- 2016: Der Freund von früher, Roman, btb Verlag/Verlagsgruppe Random House.
- 2021: Das Weiße Haus, Roman. btb Verlag/Verlagsgruppe Random House.

## Filmografie (Auswahl)
- 2010: Der grosse Kater (Regie: Wolfgang Panzer), Spielfilm, Produzent u. a. Bayerischer Filmpreis, basierend auf dem Roman von Thomas Hürlimann
- 2011: The Whistleblower (Regie: Larysa Kondracki), Spielfilm, Produzent, u. a. Toronto Film Festival
- 2011: The Bad Intentions (Regie: Rosario Garcia Montero), Spielfilm, Produzent, u. a. Peru’s Nominierung für den Academy Award als bester ausländischer Film
- 2012: Das Schwein von Gaza (Regie: Sylvain Estebal), Spielfilm, Produzent, u. a. Publikumspreis Tokyo Film Festival, Gewinner César für besten ersten Spielfilm
- 2014: Walter (Regie: Anna Maestro),Spielfilm, Produzent, u. a. Palm Springs Festival 2015 (als Executive Producer)
- 2015: Life (Regie: Anton Corbijn), Spielfilm, Produzent, u. a. Berlinale Special Screening
- 2016: Between us, Spielfilm, Executive Producer (Regie: Rafael Palacio Illingworth), u. a. Tribeca Film Festival
- 2018: Das Boot, TV-Serie für Sky (Regie: Andreas Prochaska), Creative Co-Producer, Staffel 1
- 2020: Inherit the Viper (Regie: Anthony Jerjen), Spielfilm, Produzent
- 2021: Kosmetik des Bösen (Regie: Kike Maillo), Spielfilm, Produzent, Adaption nach dem Roman Kosmetik des Bösen von Amélie Nothomb.
- 2022: Totenfrau, TV-Serie für Netflix/ORF (Regie: Nicolai Rohde), Produzent, Creator („created for television by“), Drehbuch, basierend auf dem Roman von Bernhard Aichner.
- 2023: El Cuco (Regie: Mar Targarona), Spielfilm, Produzent
- 2024: Bonjour Tristesse (Regie: Dorga Chew-Bose), Spielfilm, Produzent, u. a. Toronto Film Festival
- 2025: Totenfrau, 2. Staffel, TV-Serie für Netflix/ORF (Regie: Daniel Geronimo Prochaska), Produzent, Creator ("created for television by"), Drehbuch (Folgen 1 und 4).